# Nanda Parbat (Arrow)
«Nanda Parbat» es el décimo quinto episodio de la tercera temporada y sexagésimo primer episodio a lo largo de la serie de televisión estadounidense de drama y ciencia ficción, Arrow. El episodio fue escrito por Erik Oleson y Ben Sokolowski basados en la historia de Wendy Mericle y Ben Sokolowski y dirigido por Gregory Smith. Fue estrenado el 25 de febrero de 2015 en Estados Unidos por la cadena The CW.
Malcolm Merlyn es tomado prisionero por Ra's al Ghul y llevado a Nanda Parbat. Oliver considera salvar a Merlyn debido al cariño que siente por su hermana Thea. Por otra parte, Ray se obsesiona con terminar su exoesqueleto para poder salvar la ciudad, sin embargo, Felicity teme que siga el mismo camino que Oliver y ponga su vida en peligro, por lo que intenta sacarlo del laboratorio por todos los medios.

## Elenco
- Stephen Amell como Oliver Queen/la Flecha.
- Katie Cassidy como Laurel Lance/Canario Negro.
- David Ramsey como John Diggle.
- Willa Holland como Thea Queen.
- Emily Bett Rickards como Felicity Smoak.
- Colton Haynes como Roy Harper/Arsenal.
- John Barrowman como Malcolm Merlyn/Arquero Oscuro.
- Paul Blackthorne como el capitán Quentin Lance (crédito solamente).

## Continuidad
- Lyla Michaels fue vista anteriormente en The Brave and The Bold.
- Nyssa y Ra's al Ghul fueron vistos anteriormente en The Climb.

- Una versión joven de Nyssa al Ghul fue vista en Uprising.

- Ray Palmer fue visto anteriormente en Midnight City.
- Thea confiesa a Laurel y Nyssa que fue quien asesinó a Sara.
- Nyssa regresa a Ciudad Starling para capturar a Malcolm.
- Oliver y Diggle viajan a Nanda Parbat para rescatar a Malcolm.
- Diggle le pide a Oliver que sea su padrino de boda.
- Ray termina su exoesqueleto.
- Ra's al Ghul le confiesa a Oliver que desea que él se convierta en el líder de la Liga de Asesinos.

## Desarrollo

### Producción
La producción de este episodio comenzó el 11 de diciembre y terminó el 19 de diciembre de 2014.

### Filmación
El episodio fue filmado del 6 de enero al 15 de enero de 2015.

## Recepción

### Recepción de la crítica
Jesse Schedeen de IGN calificó al episodio como grandioso y le otorgó una puntuación de 8.1, comentando: "Arrow finalmente regresó al conflicto de Ra's al Ghul en gran forma esta semana. Incluso si la construcción de la revancha Ra's/Ollie no fue tan dramática como la primera vez, la recompensa sin duda vale la pena. En el camino, este episodio logró enfatizar los lazos entre Ollie/Diggle, Ray/Felicity, e incluso Thea/Roy hasta cierto punto. Y aunque la trama secundaria que introdujo a Atom se sintió como un episodio completamente diferente, fue un gran momento ver otro ícono DC subir al escenario".